# Longe Dela
Away from Her (bra/prt: Longe Dela) é um filme canadense de 2006, do gênero drama romântico, dirigido e escrito por Sarah Polley, baseada no conto "The Bear Came Over The Mountain", de Alice Munro.
Produzido por Atom Egoyan e distribuído pela Lionsgate Films, estreou no Festival Internacional de Cinema de Toronto e também foi apresentado no Festival Sundance de Cinema de 2007. 

## Sinopse
Grant Anderson (Pinsent) e Fiona Anderson (Julie) são um casal de aposentados que vivem na zona rural do Condado de Brant, em Ontário. Fiona começa a perder sua memória, e torna se evidente que ela possui o mal de Alzheimer. Ao longo do filme, Grant reflete sobre o seu casamento, sua infidelidade, suas decisões para a felicidade de Fiona.

## Elenco
- Julie Christie .... Fiona Anderson
- Gordon Pinsent .... Grant Anderson
- Olympia Dukakis .... Marian
- Michael Murphy .... Aubrey
- Kristen Thomson .... Kristy
- Wendy Crewson .... Madeleine Montpellier
- Thomas Hauff .... William Hart
- Clare Coulter .... Phoebe Hart
- Stacey LaBerge .... Fiona (Jovem)
- Deanna Dezmari .... Veronica
- Alberta Watson .... dra. Fischer
- Grace Lynn Kung .... enfermeira Betty
- Lili Francks .... Theresa
- Nina Dobrev .... Monica

## Recepção
O Rotten Tomatoes informou que 94% dos críticos deram ao filme resenhas positivas, com base em 145 avaliações e uma classificação média de 8,12/10. O consenso crítico do site afirma: "Uma estreia bem-sucedida na direção de Sarah Polley, Away From Her é uma exploração tocante dos efeitos do Alzheimer, em que a terna sabedoria do roteiro de Polley é lindamente complementada por uma performance maravilhosa de Julie Christie". O Metacritic relatou que o filme teve uma pontuação média de 88 em 100, significando 'aclamação universal' com base em 36 críticas.

## Prêmios e indicações
| Prêmio                                            | Categoria                          | Recipiente                 | Resultado                   |
| ------------------------------------------------- | ---------------------------------- | -------------------------- | --------------------------- |
| Oscar da Academia de 2008                         | Melhor atriz                       | Julie Christie             | Indicado                    |
| Oscar da Academia de 2008                         | Melhor roteiro adaptado            | Alice Munro e Sarah Polley | Indicado                    |
| Prêmios Globo de Ouro 2008                        | Melhor atriz em filme dramático    | Julie Christie             | Venceu                      |
| Prêmios do Sindicato dos Atores de 2008           | Melhor atriz (principal) no cinema | Julie Christie             | Venceu[carece de fontes?]   |
| Academia Britânica de Artes Cinematográficas 2008 | Melhor atriz                       | Julie Christie             | Indicado[carece de fontes?] |
| Prêmios do Programa de Críticos no Cinema 2008    | Melhor atriz                       | Julie Christie             | Venceu[carece de fontes?]   |